# 新橋ミュージックホール
『新橋ミュージックホール 』（しんばしミュージックホール）は、1997年10月1日から1999年3月27日までよみうりテレビ（読売テレビ）制作により日本テレビ系列の深夜番組枠『ZZZ』で放送されていた音楽バラエティ番組。

## 概要
新橋にある架空の潰れかけたミュージックホールを舞台に、立て直そうと新たな出し物を探し求める若社長の松本亀吉（トータス松本）と企画部長の中山裕介（ユースケ・サンタマリア）が、謎の男おっちゃん（ビートたけし）と共に、様々なパフォーマーを発掘していくバラエティ番組。
かつてスペースシャワーTVで放送されていた『夕陽のドラゴン』でコンビを組んでいたユースケとトータス松本にビートたけしを加えたスタイルの番組だった。途中から準レギュラーとして蛭子能収、新しいパフォーマーを紹介するアシスタントとしてバナナマンも加わった。

## レギュラー出演者
- ビートたけし
- トータス松本（ウルフルズ）
- ユースケ・サンタマリア

## 内容
当初は音楽番組的な体裁を取り様々なジャンルのミュージシャンを取り上げてきたが、次第にゲストを招いてのトークや若手芸人のオーディションなど、エンターテイメント全般を色々な形で取り上げる様になった。基本的には「ミュージックホール」の舞台に呼べるパフォーマーをゲストに呼ぶスタイルだが、AV男優を呼んでの裏話特集や芸者遊びの仕方などで盛り上がる事もあった。

## 主なゲスト
- Mr.マリック
- 中条きよし
- 三宅裕司
- 真心ブラザーズ
- 竹中直人
- 山崎まさよし
- 横浜銀蝿
- ピエール瀧
- 宮内洋
- 加藤鷹
- 小田和正
- デューク・エイセス
- 安生洋二
- 夢路いとし・喜味こいし
- 憂歌団
- 横山ホットブラザーズ
- 加納典明
- 野口五郎
- 小林克也
- 宇都宮隆
- スターダストレビュー
- 本多俊之
- 忌野清志郎
- バナナマン
- 野村義男
- ダンディ坂野
- 矢野・兵藤
- ザ・グレート・サスケ
- 安生洋二
- ラーメンズ
- 林家ペー・林家パー子
- 蛭子能収
- スープレックス
- 他多数

## エピソード
- 番組内で司会により“ぢ・大黒堂”という音楽ユニットが結成され、その活動の模様も放送。楽曲もリリースされた。
- 初回は『HANA-BI』がヴェネツィア国際映画祭金獅子賞を受賞した直後に収録された。たけしが同映画祭を訪れていたため事前の顔合わせがほとんどできず、初回収録が初対面だったユースケは緊張による汗で着用していた衣装のシャツをびしょ濡れにしてしまった。
- 夢路いとし・喜味こいしを招いた際、たけしは「この師匠方は駆け出しの頃から雲の上の人。同じ舞台に立つと直立不動になる。」と漫才の大先輩に敬意を表した。
- ダンディ坂野を全国ネットで取り上げた初めての番組。後のブレイクの数年前だったが「ゲッツ!」等の芸風は確立されており、たけしから好意的に評価されていた。が、ゲストの野口五郎からは「楽してるなぁ、僕らが『カックラキン』でコントやってる頃はいつも傷だらけでやってた」などと厳しく批評された。
- また、上述のダンディの他に当時まだまだ無名であったバナナマン、劇団ひとり（当時は秋永和彦と共にコンビ「スープレックス」として出演）、アンラッキー後藤、ラーメンズなども出演したことがあり、いずれもたけし・トータス・蛭子の目の前でネタを披露し、それを見たたけしからアドバイスを受けていた。特にラーメンズに関しては現在テレビには出ずに主に舞台を中心（特に小林賢太郎）として活動しているため、たけし等との共演はかなり貴重なものとなっている。
- 小田和正や竹中直人を招いた時には同じ異業種監督としての苦労話を披露した。
- ピエール瀧がゲストに来た際は、ゲームソフト『たけしの挑戦状』をたけしの目前でプレイし、たけしは『グルーヴ地獄V』をプレイした。
- 「こんなギターが欲しい」という企画でたけしが男性器のようなギターの絵を描いたところ、描いた絵そのままの形のギターが製作された（フェルナンデス製）。
- たけしは最終回冒頭で「この番組は何で終わっちゃうの?」や「プロデューサーが謝りに来た」と発言。
- 上記“ぢ・大黒堂”のレコーディングにて、小田和正に「よう、たけし」と挨拶されたたけしは思わず「はい」と返事してしまい、それ以降のレコーディング中、小田はたけしにタメ口、たけしは小田に敬語を使うようになった。
- 番組終了直前にはゴールデンタイムに同番組の3人も出演した特番が放送された。放送当日のラテ欄には“ぢ・大黒堂”の企画が放送されるような表記があったが、実際はエンディングで曲が流れたのみ。
- 番組終了後“ぢ・大黒堂”の第2弾「踊れ!ボンボン」が作られる。この模様を放送した特別番組は読売テレビなど一部地域で放送された。
- AV男優とのトークの企画に出演していたAV女優の若菜瀬奈とユースケ・サンタマリアが、共演がきっかけで熱愛報道された。

## 放送時間
- 第1期・ZZZ火曜2部（0:40～1:10）
- 第2期・ZZZ金曜2部（1:10～1:40）
- 特別版・たけしの浅草ブラブラ盆踊り（1999年8月14日15:00～16:00）

## スタッフ
- ナレーター：屋良有作
- 構成：伊藤正宏、高瀬真尚、おちまさと、海老克哉、赤木俊介、九条仁里
- 演出：井上晃一（ジーワン、初期）、中村元信（YTV、末期）
- ディレクター：馬越崇史、河野圭介（ジーワン）、高橋章良（エックスワン）
- ＡＰ：宇野馨（YTV）
- 技術：小野三治男（YTV）
- 技術協力：八峯テレビ、共立
- 美術：綿谷登（YTV）、石附千秋（日本テレビアート）
- ＣＧ：コスモ・スタジオ
- 収録スタジオ：神宮前スタジオ
- 編集：麻布プラザ → 鈴木大助（IMAGICA）
- ＭＡ：麻布プラザ → 長谷川健次（IMAGICA）
- 音効：高取謙
- ＴＫ：井崎綾子
- プロデューサー：南中佑介（YTV）
- 制作協力：オフィス北野、ジーワン
- 制作著作：よみうりテレビ